# Ronaldsway AFC
Ronaldsway AFC is een voetbalclub opgericht in de regio Ronaldsway, het stadion ligt in Ballasalla, op het eiland Man.

## Erelijst

### Beker
- Woods Cup: 1993-94

## Stadion
Het stadion van Ronaldsway AFC is de Ronaldsway Football Ground, ook bekend als Ronaldsway Aircraft Factory Fields naar de sponsor en oprichter. Het stadion ligt in Ballasalla. De capaciteit van het stadion is onbekend.